# Курт фон дем Борне (генерал)
Курт фон дем Борне (нім. Kurt von dem Borne; 19 травня 1857, Франкфурт-на-Одері — 22 листопада 1933, Берлін) — німецький офіцер, генерал піхоти Прусської армії. Кавалер ордена Pour le Mérite з дубовим листям.

## Біографія
Син майора Прусської армії Альберта фон дем Борне (1804–1883) і його дружини Матильди, уродженої фон Вальдов (1815–1867). В 1873 році вступив в Прусську армію. З березня 1903 року — директор військової академії в Данцизі. З квітня 1907 року — командир 163-го піхотного полку, з 20 березня 1911 року — 5-ї піхотної бригади в Штеттіні, з 1 жовтня 1913 року — 13-ї піхотної дивізії.
Учасник штурму Льєжа та першої битви на Марні. В жовтні 1914 року дивізія Борне була відправлена в провінцію Артуа, де залишалася до березня 1916 року, коли була відведена в тил для поповнення. В червні 1916 року дивізію повернули на полі бою, і Борне взяв участь у Верденській битві. У вересні дивізія була перекинута на Сомму, і Борне взяв участь у битві на Соммі, де його дивізія зазнала таких великих втрат, що її довелося вивести з поля бою. З 10 лютого 1917 по 19 грудня 1918 року — командир 6-го резервного корпусу. Учасник Весняного наступу.
З 10 січня 1919 року — головнокомандувач прикордонним головнокомандуванням «Південь». Борне був затятим противником підписання Версальського договору, вважаючи, що Німеччині нав'язуються дуже важкі умови. Коли договір був підписаний, він подав у відставку і 10 липня 1919 року був звільнений.

## Сім'я
28 вересня 1882 року одружився в Кроянтені з Марією Геншель (1859–1901). В пари народились 5 дітей:
- Вальтер (1883–1885)
- Шарлотта (1884) — померла незабаром після народження.
- Курт (1885–1946) — віцеадмірал крігсмаріне.
- Аннемарі (15 грудня 1887, Берлін — ?)
- Дітріх (1891–1916) — лейтенант Прусської армії, спостерігач 6-го польового авіаційного дивізіону. Загинув у бою.

## Звання
- Другий лейтенант (23 квітня 1874; патент від 19 травня 1874)
  - 29 квітня 1879 отримав новий патент від 19 травня 1873 року.
- Перший лейтенант (17 березня 1882; патент від 13 жовтня 1882)
- Гауптман (29 листопада 1888)
- Майор (27 січня 1898)
- Оберстлейтенант (20 липня 1904)
- Оберст (14 квітня 1907)
- Генерал-майор (20 березня 1911)
- Генерал-лейтенант (1 жовтня 1913)
- Генерал піхоти (18 квітня 1918)

## Нагороди
- Орден Червоного орла
  - 4-го класу
  - 3-го класу з бантом
  - 2-го класу з дубовим листям
  - 1-го класу з дубовим листям і мечами (вересень 1918)
- Столітня медаль
- Хрест «За вислугу років» (Пруссія)
- Орден дому Ліппе
  - почесний офіцерський хрест
  - почесний хрест 1-го класу (3 жовтня 1914)
- Орден Корони (Пруссія)
  - 3-го класу
  - 2-го класу
    - зірка до ордена 2-го класу
- Орден Меча, командорський хрест 1-го класу (Швеція)
- Залізний хрест 2-го і 1-го класу
- Орден «За військові заслуги» (Баварія) 2-го класу з мечами (6 грудня 1914)
- Хрест «За вірну службу» (Шаумбург-Ліппе) (23 грудня 1914)
- Хрест «За військові заслуги» (Ліппе) (6 червня 1915)
- Хрест Фрідріха (30 липня 1915)
- Воєнний хрест за героїчний вчинок (19 жовтня 1915)
- Pour le Mérite з дубовим листям
  - орден (9 квітня 1918)
  - дубове листя (7 листопада 1918)